# Charles Dumoulin

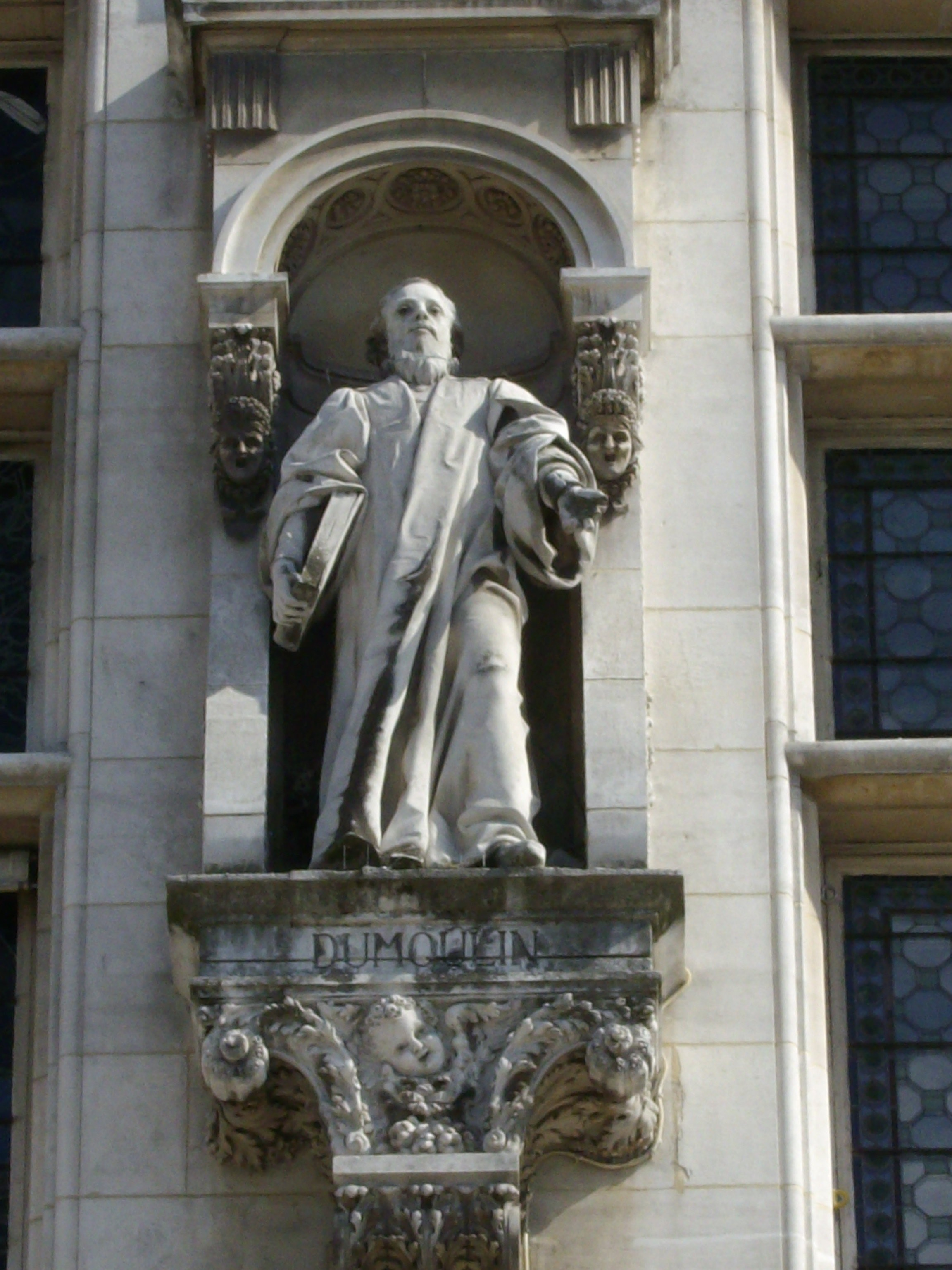
Staty av Charles Dumoulin på fasaden till Hôtel de Ville i Paris.

Charles Dumoulin eller Molinæus, född 1500 i Paris, död där 28 december 1566, var en fransk jurist.
Dumoulin var den främste kännaren av fransk sedvanerätt (droit coutumier). Han var ursprungligen kalvinist och advokat, men anslöt sig senare till lutherdomen, och måste efter att ha utgivit Commentaire sur l'édit des petites dates (1554) lämna Frankrike. Dumoulin föreläste därefter vid tyska universitet, men återkallades 1557 för att bistå kronan i en juridisk tvist med påvestolen, indrogs i nya religiösa fejder och hölls fängslad till 1564. Som rättslärare har Dumoulin utövat ett betydande inflytande och genom sina arbeten förberett rättsenheten i Frankrike. Dumoulins huvudverk är Commentaria in consuetudines parisienses (1539), De feudis (1539), samt Sommaire... des contracts... et monnayes (1547-1556).